# 成田翔吾
成田 翔吾（なりた しょうご、1995年8月8日 - ）は、日本の俳優。神奈川県出身。劇団コスモスに所属していた。

## 出演

### テレビドラマ
- ウォーターボーイズ
- 終りに見た街（清水稔）
- 温泉へ行こう4（田口翔太）
- 軽井沢ミステリー4（松木豊）
- 女医・優（栗原圭祐）
- 天体観測（小太郎）
- 十津川警部シリーズ32「愛の伝説 釧路湿原」（北村武志）
- マイリトルシェフ（橘健作）
- よい子の味方（新田ゆうや）
- ワンハート〜この空の下で〜（雨宮大輔）
- ごくせん（中学生）

### 映画
- 小さき勇者たち〜ガメラ〜（石田克也）
- またの日の、知華（谷口純一）

### CM
- キリン「ラガービール」
- 任天堂「Wii　お天気チャンネル」
- ベネッセ「小学講座」

### PV
- TUBE、「夏祭り」